# Missioni diplomatiche a San Marino

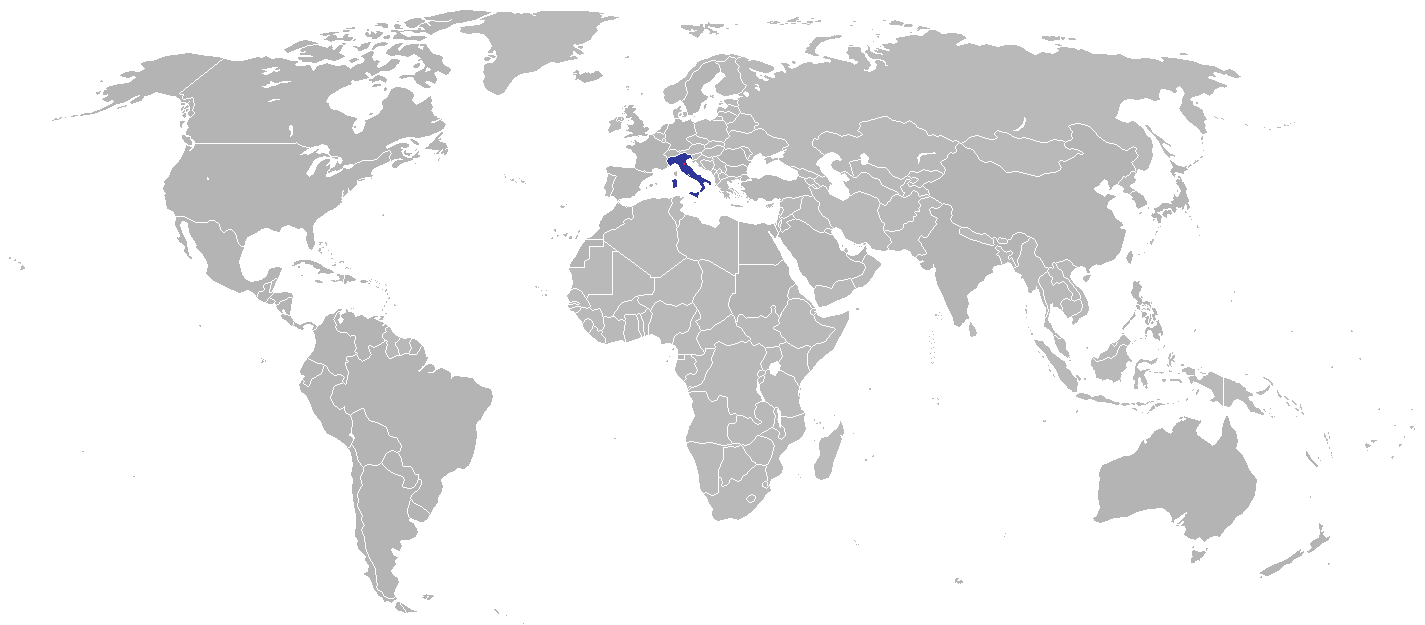
Missioni diplomatiche a San Marino

Questa pagina elenca le missioni diplomatiche presso San Marino. Al momento, il piccolo paese ospita 3 ambasciate. Molti altri paesi hanno ambasciatori accreditati a San Marino, la maggior parte residente a Roma. Alcuni paesi, pur accreditando un ambasciatore a Roma, intrattengono relazioni quotidiane e forniscono servizi consolari dai consolati generali nelle città italiane vicine, come Milano o Firenze, o impiegano consoli onorari; al momento ci sono otto consolati onorari situati a San Marino: Austria, Bulgaria, Croazia, Francia, Giappone, Messico, Monaco e Romania. 

## Ambasciate

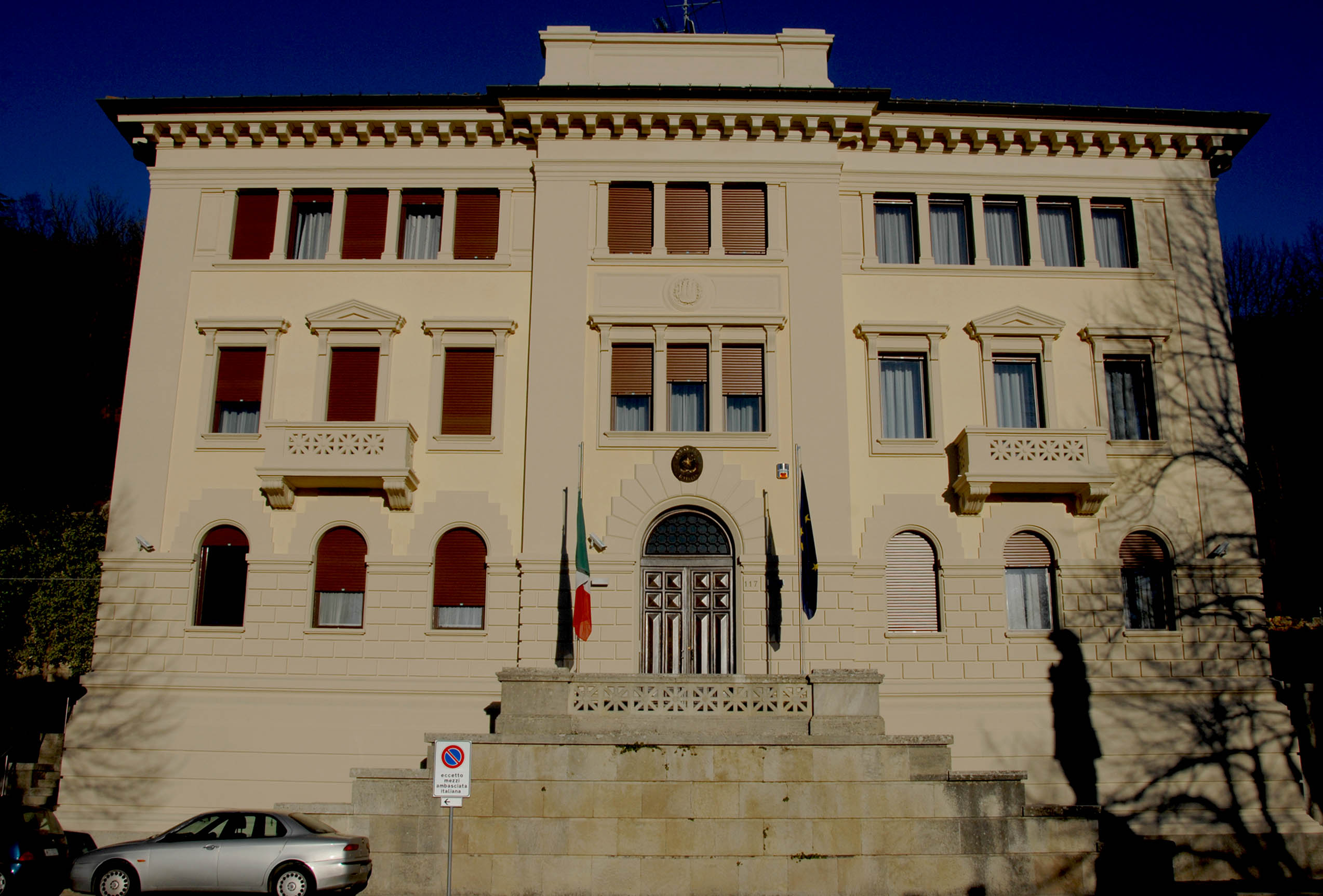
Ambasciata italiana a San Marino

Residente a San Marino se non diversamente indicato 
| - Italia - Città del Vaticano - Ordine di Malta (Falciano) |

## Consolati onorari a San Marino
- Austria
- Bulgaria
- Croazia
- Francia
- Giappone
- Messico
- Monaco
- Romania

## Ambasciate non residenti
(Residente a Roma se non diversamente indicato) 
- Albania
- Armenia
- Algeria
- Andorra (Andorra la Vella)
- Argentina
- Australia
- Austria
- Afghanistan
- Azerbaigian
- Bangladesh
- Brasile
- Belgio
- Bulgaria
- Canada
- Cile
- Cina
- Costa Rica
- Colombia
- Croazia
- Cuba
- Cipro
- Rep. Ceca
- Danimarca
- Egitto
- Estonia
- Finlandia
- Francia
- Georgia
- Germania
- Grecia
- Guinea
- Ghana
- Haiti
- Hong Kong (Bruxelles)
- Honduras
- Ungheria
- Islanda (Bruxelles)
- India
- Indonesia
- Repubblica d'Irlanda
- Israele
- Giappone
- Giordania
- Corea del Nord
- Corea del Sud
- Kosovo
- Kenya
- Kuwait
- Kirghizistan (Ginevra)
- Lettonia
- Libano
- Lesotho
- Libia
- Lituania
- Lussemburgo
- Mali
- Macao (Bruxelles)
- Maldive (Ginevra)
- Mauritius
- Malaysia
- Malta
- Messico
- Monaco
- Montenegro
- Marocco
- Norvegia
- Paesi Bassi
- Nuova Zelanda
- Nicaragua
- Portogallo
- Pakistan
- Perù
- Filippine
- Papua Nuova Guinea (Ginevra)
- Polonia
- Panama
- Qatar
- Rep. Centrafricana (Ginevra)
- Romania
- Russia
- Arabia Saudita
- Sierra Leone (Berlino)
- Serbia
- Slovacchia
- Seychelles (Parigi)
- Slovenia
- Sudafrica
- Spagna
- Siria
- Svezia
- Svizzera
- Sudan
- Senegal
- Sudan del Sud (Ginevra)
- Thailandia
- Togo (Ginevra)
- Turkmenistan
- Tagikistan (Parigi)
- Tunisia
- Turchia
- Ucraina
- Emirati Arabi Uniti
- Regno Unito
- Stati Uniti
- Uruguay
- Venezuela
- Città del Vaticano
- Vietnam
- Yemen
- Zimbabwe
- Zambia